# Montigny-le-Bretonneux
Montigny-le-Bretonneux è un comune francese di 34 283 abitanti situato nel dipartimento degli Yvelines nella regione dell'Île-de-France.

## Storia

### Simboli
Lo stemma di Montigny-le-Bretonneux è stato creato mel 1979. I gigli nella prima partizione ricordano l'appartenenza alla Corona di Francia, il secondo quadrante fa riferimento all'appartenenza degli antichi signori di Montigny alla nobiltà di spada. Nella parte inferiore le moscature di armellino sottolineano la dipendenza dalla prevosteria di  Montfort-l'Amaury, antica signoria dei conti divenuti duchi di Bretagna; il verde simbolizza la vocazione agricola che contraddistingue il paese fin dalle sue origini, il colore blu ricorda il carattere paludoso del luogo: il determinante Bretonneux significa infatti "paludoso", "fangoso".

## Società

### Evoluzione demografica
Abitanti censiti

## Amministrazione

### Gemellaggi
- Kierspe, dal 1988
- Lunca, dal 1989
- Denton, dal 1992
- Wicklow, dal 1993
- San Fernando, dal 1997
- Marostica, dal 2007